# 浅内站
淺內站（日语：／ Asanai eki */?）曾是東日本旅客鐵道（JR東日本）岩泉線的一個鐵路車站。因該線長年處於虧蝕狀態，加上2010年7月30日發生山泥傾瀉而導致一列列車出軌意外，以致全線改用替代巴士行駛。經JR東日本評估後，認為修葺費用高昂亦不合效益，遂於2014年4月1日起停止營運整條路線，因而成為廢站。廢線後，替代巴士繼續營運。

## 車站結構
廢站前為1線1面的車站，設有側式月台1個，但過往其實是島式月台設計，列車可以在本站交會，但近站舍的一邊路軌遭拆去，月台亦經過重新平整。

## 相鄰車站
東日本旅客鐵道
■岩泉線
岩手大川－淺內－二升石